# Liga Nacional de Baloncesto Profesional de México 2018-2019
La Temporada 2018-2019 de la LNBP fue la decimonovena edición de la Liga Nacional de Baloncesto Profesional de México.
Con la inclusión de cuatro nuevas franquicias, esta campaña continuó con el proyecto de expansión de la liga. Los nuevos equipos fueron: Ángeles de Puebla, Huracanes de Tampico, Leñadores de Durango y Laguneros de La Comarca, siendo 14 las escuadras que tendrían actividad en esta temporada tras la salida de los Toros de Nuevo Laredo. Además los equipos nuevamente serían divididos en dos zonas (Conferencia Norte y Conferencia Sur), 7 en cada una, algo que no acontecía desde la temporada 2008-2009. En el caso de los Soles de Mexicali, por petición del club fueron colocados en la Conferencia Sur, debido a la logística de sus viajes.
La temporada arrancó el jueves 11 de octubre de 2018 y concluyó el domingo 14 de abril de 2019. Fueron 20 juegos de local e igual número de visitantes.

## Eventos destacados
- Se retiraron de la liga los Toros de Nuevo Laredo.[3]
- Reingresaron al circuito los Ángeles de Puebla.[4]
- Reingresaron al circuito los Huracanes de Tampico.[5]
- Reingresaron al circuito los Leñadores de Durango.[6]
- Tuvieron su primera participación en el circuito los Laguneros de La Comarca.[7]

## Equipos
| Liga Nacional de Baloncesto Profesional de México 2018-2019 |                                  |                  |                                          |               |                                                              |             |
| Conferencia                                                 | Equipo                           | Entrenador       | Ciudad                                   | Miembro desde | Pabellón                                                     | Capacidad   |
| Norte                                                       | Correcaminos UAT Victoria        | Luis García      | Ciudad Victoria, Tamaulipas              | 2000          | Gimnasio Multidisciplinario UAT Victoria                     | 3,500       |
| Norte                                                       | Fuerza Regia de Monterrey        | Paco Olmos       | Monterrey, Nuevo León                    | 2001          | Gimnasio Nuevo León Independiente                            | 5,000       |
| Norte                                                       | Huracanes de Tampico             | Marcelo Elusich  | Tampico, Tamaulipas                      | 2009-2010     | Expo Tampico                                                 | 4,200       |
| Norte                                                       | Laguneros de La Comarca          | Andrés Contreras | Torreón, Coahuila Gómez Palacio, Durango | 2018-2019     | Auditorio Municipal de Torreón Gimnasio Auditorio Centenario | 4,363 5,000 |
| Norte                                                       | Leñadores de Durango             | Juan José Pidal  | Durango, Durango                         | 2002          | Auditorio del Pueblo                                         | 3,500       |
| Norte                                                       | Mineros de Zacatecas             | Manolo Cintrón   | Zacatecas, Zacatecas                     | 2017-2018     | Gimnasio "Profesor Marcelino González"                       | 3,500       |
| Norte                                                       | Santos de San Luis               | Gustavo Quintero | San Luis Potosí, San Luis Potosí         | 2003          | Auditorio Miguel Barragán                                    | 3,400       |
| Sur                                                         | Abejas de León                   | José Martínez    | León, Guanajuato                         | 2009-2010     | Domo de la Feria                                             | 4,463       |
| Sur                                                         | Aguacateros de Michoacán         | Omar Quintero    | Morelia, Michoacán                       | 2017-2018     | Auditorio de Usos Múltiples de la UMSNH                      | 3,500       |
| Sur                                                         | Ángeles de Puebla                | Pedro Carrillo   | Puebla, Puebla                           | 2007-2008     | Gimnasio "Miguel Hidalgo"                                    | 4,000       |
| Sur                                                         | Capitanes de la Ciudad de México | Ramón Díaz       | Ciudad de México                         | 2017-2018     | Gimnasio Olímpico Juan de la Barrera                         | 5,242       |
| Sur                                                         | Libertadores de Querétaro        | Leandro Ramella  | Querétaro, Querétaro                     | 2009-2010     | Auditorio General Arteaga                                    | 4,138       |
| Sur                                                         | Panteras de Aguascalientes       | Eric Weissling   | Aguascalientes, Aguascalientes           | 2003          | Gimnasio "Hermanos Carreón"                                  | 3,000       |
| Sur                                                         | Soles de Mexicali                | Iván Déniz       | Mexicali, Baja California                | 2005          | Auditorio PSF                                                | 4,426       |

## Temporada 2018-2019

### Clasificación
- Actualizadas las clasificaciones al 19 de febrero de 2019.[8]

JJ = Juegos Jugados, JG = Juegos Ganados, JP = Juegos Perdidos, PF= Puntos a favor, PC = Puntos en contra, Dif. = Diferencia entre Ptos. a favor y en contra, Ptos. = Puntos Obtenidos = (JGx2)+(JP)
| Conferencia Norte |                           |    |    |    |      |      |      |       |
| Posición          | Equipo                    | JJ | JG | JP | PF   | PC   | Dif. | Ptos. |
| 1                 | Fuerza Regia de Monterrey | 40 | 31 | 9  | 3409 | 3090 | 319  | 71    |
| 2                 | Mineros de Zacatecas      | 40 | 30 | 10 | 3646 | 3355 | 291  | 70    |
| 3                 | Leñadores de Durango      | 40 | 25 | 15 | 3562 | 3401 | 161  | 64    |
| 4                 | Laguneros de La Comarca   | 40 | 19 | 21 | 3363 | 3461 | -98  | 58    |
| 5                 | Correcaminos UAT Victoria | 40 | 18 | 22 | 3750 | 3838 | -88  | 58    |
| 6                 | Santos de San Luis        | 40 | 13 | 27 | 3588 | 3694 | -106 | 53    |
| 7                 | Huracanes de Tampico      | 40 | 6  | 34 | 3240 | 3759 | -519 | 46    |

| Conferencia Sur |                                  |    |    |    |      |      |      |       |
| Posición        | Equipo                           | JJ | JG | JP | PF   | PC   | Dif. | Ptos. |
| 1               | Capitanes de la Ciudad de México | 40 | 27 | 13 | 3681 | 3311 | 370  | 67    |
| 2               | Soles de Mexicali                | 40 | 27 | 13 | 3679 | 3461 | 218  | 67    |
| 3               | Aguacateros de Michoacán         | 40 | 23 | 17 | 3426 | 3456 | -30  | 63    |
| 4               | Abejas de León                   | 40 | 18 | 22 | 3342 | 3293 | 49   | 57    |
| 5               | Panteras de Aguascalientes       | 40 | 17 | 23 | 3581 | 3658 | -77  | 56    |
| 6               | Libertadores de Querétaro        | 40 | 13 | 27 | 3550 | 3750 | -200 | 53    |
| 7               | Ángeles de Puebla                | 40 | 13 | 27 | 3080 | 3370 | -290 | 53    |

| Clasificado a los playoffs |

| Eliminado de los playoffs |

### Playoffs
|  | Semifinales de Conferencia  | Semifinales de Conferencia  | Semifinales de Conferencia  |           |   | Finales de Conferencia | Finales de Conferencia | Finales de Conferencia |  |   | Final de la LNBP | Final de la LNBP | Final de la LNBP |  |
|  | 28 de febrero - 13 de marzo | 28 de febrero - 13 de marzo | 28 de febrero - 13 de marzo |           |   | 17 - 27 de marzo       | 17 - 27 de marzo       | 17 - 27 de marzo       |  |   | 4 - 14 de abril  | 4 - 14 de abril  | 4 - 14 de abril  |  |
|  |                             |                             |                             |           |   |                        |                        |                        |  |   |                  |                  |                  |  |
|  |                             |                             |                             |           |   |                        |                        |                        |  |   |                  |                  |                  |  |
|  | 1                           | Fuerza Regia                | 4                           |           |   |                        |                        |                        |  |   |                  |                  |                  |  |
|  | 1                           | Fuerza Regia                | 4                           |           |   |                        |                        |                        |  |   |                  |                  |                  |  |
|  | 4                           | Laguneros                   | 0                           |           |   |                        |                        |                        |  |   |                  |                  |                  |  |
|  | 4                           | Laguneros                   | 0                           |           | 1 | Fuerza Regia           | 4                      |                        |  |   |                  |                  |                  |  |
|  | Conferencia Norte           |                             |                             |           | 1 | Fuerza Regia           | 4                      |                        |  |   |                  |                  |                  |  |
|  |                             |                             | 3                           | Leñadores | 2 |                        |                        |                        |  |   |                  |                  |                  |  |
|  | 2                           | Mineros                     | 3                           | Leñadores | 2 | 1                      |                        |                        |  |   |                  |                  |                  |  |
|  | 2                           | Mineros                     |                             |           |   |                        |                        |                        |  |   |                  |                  |                  |  |
|  | 3                           | Leñadores                   | 4                           |           |   |                        |                        |                        |  |   |                  |                  |                  |  |
|  | 3                           | Leñadores                   | 4                           |           |   |                        |                        |                        |  | 1 | Fuerza Regia     | 4                |                  |  |
|  |                             |                             |                             |           |   |                        |                        |                        |  | 1 | Fuerza Regia     | 4                |                  |  |
|  |                             |                             | 1                           | Capitanes | 2 |                        |                        |                        |  |   |                  |                  |                  |  |
|  | 1                           | Capitanes                   | 1                           | Capitanes | 2 | 4                      |                        |                        |  |   |                  |                  |                  |  |
|  | 1                           | Capitanes                   |                             |           |   |                        |                        |                        |  |   |                  |                  |                  |  |
|  | 4                           | Abejas                      | 0                           |           |   |                        |                        |                        |  |   |                  |                  |                  |  |
|  | 4                           | Abejas                      | 0                           |           | 1 | Capitanes              | 4                      |                        |  |   |                  |                  |                  |  |
|  | Conferencia Sur             |                             |                             |           | 1 | Capitanes              | 4                      |                        |  |   |                  |                  |                  |  |
|  |                             |                             | 2                           | Soles     | 2 |                        |                        |                        |  |   |                  |                  |                  |  |
|  | 2                           | Soles                       | 2                           | Soles     | 2 | 4                      |                        |                        |  |   |                  |                  |                  |  |
|  | 2                           | Soles                       |                             |           |   |                        |                        |                        |  |   |                  |                  |                  |  |
|  | 3                           | Aguacateros                 | 3                           |           |   |                        |                        |                        |  |   |                  |                  |                  |  |
|  | 3                           | Aguacateros                 | 3                           |           |   |                        |                        |                        |  |   |                  |                  |                  |  |
|  |                             |                             |                             |           |   |                        |                        |                        |  |   |                  |                  |                  |  |

#### Semifinales de Conferencia

##### Conferencia Norte

###### Fuerza Regia de Monterrey vs. Laguneros de La Comarca
| 2 de marzo, 16:00 | Fuerza Regia de Monterrey                                              | 96–86                | Laguneros de La Comarca                                           | Monterrey, Nuevo León                                                                             |  |
|                   | Parciales: 23-25, 22-19, 27-19, 24-23                                  |                      |                                                                   |                                                                                                   |  |
|                   | Estadísticas Carlos Rivera (23) Jeleel Akindele (14) Carlos Rivera (6) | Reporte Pts Reb Asts | Estadísticas P. J. Reyes (22) Emmanuel Okoye (10) Akeem Scott (7) | Pabellón: Gimnasio Nuevo León Independiente Árbitros: Omar Bermúdez Gabriel Ramírez Lucio Salazar |  |

| 3 de marzo, 16:00 | Fuerza Regia de Monterrey                                             | 88–77                | Laguneros de La Comarca                                            | Monterrey, Nuevo León                                                                                |  |
|                   | Parciales: 26-29, 15-20, 19-12, 28-16                                 |                      |                                                                    | |  |
|                   | Estadísticas David Huertas (27) Jeleel Akindele (8) David Huertas (6) | Reporte Pts Reb Asts | Estadísticas Akeem Scott (17) Mychal Ammons (11) Mychal Ammons (5) | Pabellón: Gimnasio Nuevo León Independiente Árbitros: Bruce Palacios Jorge Martínez Schubert Vallejo |  |

| 6 de marzo, 20:00 | Laguneros de La Comarca                                          | 80–85                | Fuerza Regia de Monterrey                                            | Torreón, Coahuila                                                                             |  |
|                   | Parciales: 19-15, 18-20, 17-24, 26-26                            |                      |                                                                      |                                                                                               |  |
|                   | Estadísticas Akeem Scott (23) Emmanuel Okoye (7) Akeem Scott (5) | Reporte Pts Reb Asts | Estadísticas Jordan Glynn (25) Jeleel Akindele (6) Carlos Rivera (6) | Pabellón: Auditorio Municipal de Torreón Árbitros: Rafael Rodea Luis Miranda Alejandra Gaytán |  |

| 7 de marzo, 20:00 | Laguneros de La Comarca                                          | 86–94                | Fuerza Regia de Monterrey                                          | Torreón, Coahuila                                                                               |  |
|                   | Parciales: 18-25, 14-25, 26-14, 28-30                            |                      |                                                                    |                                                                                                 |  |
|                   | Estadísticas P. J. Reyes (22) Joshua Ramírez (7) Akeem Scott (7) | Reporte Pts Reb Asts | Estadísticas David Huertas (25) Aaron Fuller (6) Carlos Rivera (5) | Pabellón: Auditorio Municipal de Torreón Árbitros: Armando Ramos Hortencia Sánchez Hugo Salinas |  |

###### Mineros de Zacatecas vs. Leñadores de Durango
| 2 de marzo, 20:30 | Mineros de Zacatecas                                                  | 89–93                | Leñadores de Durango                                              | Zacatecas, Zacatecas                                                                                  |  |
|                   | Parciales: 22-30, 21-21, 21-21, 25-21                                 |                      |                                                                   | |  |
|                   | Estadísticas Jordan Williams (19) Omar Samhan (10) Denis Clemente (6) | Reporte Pts Reb Asts | Estadísticas Javier Mojica (21) Javier Mojica (9) Joseph Soto (7) | Pabellón: Gimnasio "Profesor Marcelino González" Árbitros: Rubén Méndez Luis Miranda Schubert Vallejo |  |

| 3 de marzo, 19:00 | Mineros de Zacatecas                                                       | 80–74                | Leñadores de Durango                                                  | Zacatecas, Zacatecas                                                                                    |  |
|                   | Parciales: 16-20, 24-20, 19-16, 21-18                                      |                      |                                                                       | |  |
|                   | Estadísticas Denis Clemente (16) Fernando Benítez (15) Jerime Anderson (6) | Reporte Pts Reb Asts | Estadísticas Jarrid Famous (22) Jarrid Famous (8) Reynaldo García (4) | Pabellón: Gimnasio "Profesor Marcelino González" Árbitros: Gabriel Ramírez Lucio Salazar Andrés Sánchez |  |

| 6 de marzo, 20:30 | Leñadores de Durango                                                  | 93–84                | Mineros de Zacatecas                                                      | Durango, Durango                                                                   |  |
|                   | Parciales: 20-23, 25-31, 27-16, 21-14                                 |                      |                                                                           |                                                                                    |  |
|                   | Estadísticas Reynaldo García (26) Reynaldo García (7) Joseph Soto (7) | Reporte Pts Reb Asts | Estadísticas Jordan Williams (21) Nikola Dragović (9) Nikola Dragović (4) | Pabellón: Auditorio del Pueblo Árbitros: Omar Bermúdez Vicente Torres Hugo Salinas |  |

| 7 de marzo, 20:30 | Leñadores de Durango                                                    | 81–77                | Mineros de Zacatecas                                                      | Durango, Durango                                                                        |  |
|                   | Parciales: 21-19, 16-19, 22-18, 22-21                                   |                      |                                                                           |                                                                                         |  |
|                   | Estadísticas Jarrid Famous (20) Reynaldo García (9) Reynaldo García (8) | Reporte Pts Reb Asts | Estadísticas Jordan Williams (22) Nikola Dragović (11) Denis Clemente (6) | Pabellón: Auditorio del Pueblo Árbitros: Krishna Domínguez Rafael Rodea Alejandro López |  |

| 9 de marzo, 20:00 | Leñadores de Durango                                                  | 86–83                | Mineros de Zacatecas                                                | Durango, Durango                                                                    |  |
|                   | Parciales: 17-27, 23-21, 23-16, 23-19                                 |                      |                                                                     |                                                                                     |  |
|                   | Estadísticas Javier Mojica (17) Jarrid Famous (8) Reynaldo García (7) | Reporte Pts Reb Asts | Estadísticas Denis Clemente (20) Omar Samhan (8) Denis Clemente (4) | Pabellón: Auditorio del Pueblo Árbitros: Omar Bermúdez Armando Ramos Bruce Palacios |  |

##### Conferencia Sur

###### Capitanes de la Ciudad de México vs. Abejas de León
| 28 de febrero, 21:00 | Capitanes de la Ciudad de México                                            | 89–81                | Abejas de León                                                | Ciudad de México                                                                                   |  |
|                      | Parciales: 17-15, 18-22, 16-18, 25-21 (T.E.: 13-5)                          |                      |                                                               | |  |
|                      | Estadísticas Ismael Romero (20) Héctor Hernández (10) Rigoberto Mendoza (7) | Reporte Pts Reb Asts | Estadísticas Yancy Gates (21) Yancy Gates (10) Gary Ricks (3) | Pabellón: Gimnasio Olímpico Juan de la Barrera Árbitros: Omar Bermúdez Luis Miranda Sergio Noriega |  |

| 1 de marzo, 21:00 | Capitanes de la Ciudad de México                                   | 92–65                | Abejas de León                                                  | Ciudad de México                                                                                      |  |
|                   | Parciales: 15-14, 28-10, 31-21, 18-20                              |                      |                                                                 | |  |
|                   | Estadísticas Ismael Romero (20) Ernesto Oglivie (7) Pedro Meza (6) | Reporte Pts Reb Asts | Estadísticas Gary Ricks (18) Gary Ricks (7) Onzie Branch II (3) | Pabellón: Gimnasio Olímpico Juan de la Barrera Árbitros: Krishna Domínguez Gabriel Ramírez José Ayala |  |

| 5 de marzo, 20:15 | Abejas de León                                                          | 73–90                | Capitanes de la Ciudad de México                                  | León, Guanajuato                                                                  |  |
|                   | Parciales: 19-25, 17-28, 10-19, 27-18                                   |                      |                                                                   |                                                                                   |  |
|                   | Estadísticas Michael Smith (16) Onzie Branch II (7) William Spencer (5) | Reporte Pts Reb Asts | Estadísticas Ismael Romero (21) Ismael Romero (10) Pedro Meza (7) | Pabellón: Domo de la Feria Árbitros: Armando Ramos Rubén Méndez Hortencia Sánchez |  |

| 13 de marzo, 20:15 | Abejas de León                                                               | 79–88                | Capitanes de la Ciudad de México                                   | León, Guanajuato                                                                |  |
|                    | Parciales: 29-20, 13-21, 26-24, 11-23                                        |                      |                                                                    |                                                                                 |  |
|                    | Estadísticas William Spencer (20) Brandon Swannegan (11) William Spencer (9) | Reporte Pts Reb Asts | Estadísticas Ernesto Oglivie (22) Ismael Romero (8) Pedro Meza (5) | Pabellón: Domo de la Feria Árbitros: Gabriel Ramírez Rubén Méndez Pedro Salgado |  |

###### Soles de Mexicali vs. Aguacateros de Michoacán
| 2 de marzo, 18:15 | Soles de Mexicali                                                       | 72–76                | Aguacateros de Michoacán                                               | Mexicali, Baja California                                                      |  |
|                   | Parciales: 33-17, 17-19, 13-25, 9-15                                    |                      |                                                                        |                                                                                |  |
|                   | Estadísticas Orlando Méndez (21) Orlando Méndez (10) Víctor Álvarez (4) | Reporte Pts Reb Asts | Estadísticas Javier González (18) Tyrone White (9) Javier González (6) | Pabellón: Auditorio PSF Árbitros: Armando Ramos Alberto Achutegui Rafael Rodea |  |

| 3 de marzo, 16:00 | Soles de Mexicali                                                      | 94–74                | Aguacateros de Michoacán                                               | Mexicali, Baja California                                                            |  |
|                   | Parciales: 19-10, 26-16, 26-22, 23-26                                  |                      |                                                                        |                                                                                      |  |
|                   | Estadísticas Orlando Méndez (25) Orlando Méndez (9) Lucas Martínez (5) | Reporte Pts Reb Asts | Estadísticas Arim Solares (15) Dominic McGuire (5) Javier González (6) | Pabellón: Auditorio PSF Árbitros: Krishna Domínguez Vicente Torres Fabián Valenzuela |  |

| 6 de marzo, 20:00 | Aguacateros de Michoacán                                                | 78–89                | Soles de Mexicali                                                    | Morelia, Michoacán                                                                                       |  |
|                   | Parciales: 25-23, 18-23, 19-25, 16-18                                   |                      |                                                                      | |  |
|                   | Estadísticas Tyrone White (20) Israel Gutiérrez (5) Javier González (8) | Reporte Pts Reb Asts | Estadísticas Aarón Valdés (23) Lucas Martínez (6) Orlando Méndez (6) | Pabellón: Auditorio de Usos Múltiples de la UMSNH Árbitros: Andrés Sánchez Jorge Martínez Sergio Noriega |  |

| 7 de marzo, 20:00 | Aguacateros de Michoacán                                                   | 82–80                | Soles de Mexicali                                                    | Morelia, Michoacán                                                                                       |  |
|                   | Parciales: 20-12, 16-24, 23-20, 23-24                                      |                      |                                                                      | |  |
|                   | Estadísticas Javier González (27) Dominic McGuire (13) Dominic McGuire (5) | Reporte Pts Reb Asts | Estadísticas Diego Kapelan (18) Ryan Richards (4) Orlando Méndez (8) | Pabellón: Auditorio de Usos Múltiples de la UMSNH Árbitros: Gabriel Ramírez Vicente Torres Pedro Salgado |  |

| 9 de marzo, 20:00 | Aguacateros de Michoacán                                                  | 80–82                | Soles de Mexicali                                                        | Morelia, Michoacán                                                                               |  |
|                   | Parciales: 20-27, 18-13, 18-22, 24-20                                     |                      |                                                                          |                                                                                                  |  |
|                   | Estadísticas Dominic McGuire (16) Dominic McGuire (8) Javier González (5) | Reporte Pts Reb Asts | Estadísticas Lucas Martínez (25) Lance Goulbourne (7) Víctor Álvarez (4) | Pabellón: Auditorio de Usos Múltiples de la UMSNH Árbitros: José Ayala Rafael Rodea Luis Miranda |  |

| 12 de marzo, 20:15 | Soles de Mexicali                                                      | 85–86                | Aguacateros de Michoacán                                                | Mexicali, Baja California                                                        |  |
|                    | Parciales: 22-26, 25-23, 14-18, 24-19                                  |                      |                                                                         |                                                                                  |  |
|                    | Estadísticas Lucas Martínez (23) Lucas Martínez (9) Orlando Méndez (7) | Reporte Pts Reb Asts | Estadísticas Tyrone White (22) Dominic McGuire (12) Javier González (5) | Pabellón: Auditorio PSF Árbitros: Krishna Domínguez Armando Ramos Jorge Martínez |  |

| 13 de marzo, 20:15 | Soles de Mexicali                                                     | 91–77                | Aguacateros de Michoacán                                               | Mexicali, Baja California                                                    |  |
|                    | Parciales: 26-14, 21-16, 19-17, 25-30                                 |                      |                                                                        |                                                                              |  |
|                    | Estadísticas Lucas Martínez (20) Ryan Richards (8) Orlando Méndez (7) | Reporte Pts Reb Asts | Estadísticas Tyrone White (19) Dominic McGuire (9) Javier González (3) | Pabellón: Auditorio PSF Árbitros: Rafael Rodea Vicente Torres Andrés Sánchez |  |

#### Finales de Conferencia

##### Conferencia Norte

###### Fuerza Regia de Monterrey vs. Leñadores de Durango
| 17 de marzo, 16:00 | Fuerza Regia de Monterrey                                              | 81–84                | Leñadores de Durango                                               | Monterrey, Nuevo León                                                                            |  |
|                    | Parciales: 20-15, 21-20, 17-27, 23-22                                  |                      |                                                                    |                                                                                                  |  |
|                    | Estadísticas Jeleel Akindele (23) Jordan Glynn (10) Carlos Rivera (12) | Reporte Pts Reb Asts | Estadísticas Jarrid Famous (19) Jarrid Famous (11) Joseph Soto (5) | Pabellón: Gimnasio Nuevo León Independiente Árbitros: Rafael Rodea Jorge Martínez Sergio Noriega |  |

| 18 de marzo, 18:00 | Fuerza Regia de Monterrey                                               | 86–70                | Leñadores de Durango                                                | Monterrey, Nuevo León                                                                              |  |
|                    | Parciales: 22-11, 12-17, 27-16, 25-26                                   |                      |                                                                     | |  |
|                    | Estadísticas David Huertas (22) Daniel Bejarano (8) Daniel Bejarano (5) | Reporte Pts Reb Asts | Estadísticas Javier Mojica (26) Reynaldo García (6) Joseph Soto (4) | Pabellón: Gimnasio Nuevo León Independiente Árbitros: Gabriel Ramírez Bruce Palacios Pedro Salgado |  |

| 21 de marzo, 20:30 | Leñadores de Durango                                                | 85–84                | Fuerza Regia de Monterrey                                             | Durango, Durango                                                                    |  |
|                    | Parciales: 20-23, 19-20, 21-21, 25-20                               |                      |                                                                       |                                                                                     |  |
|                    | Estadísticas Jarrid Famous (28) Jarrid Famous (7) Jorge Camacho (5) | Reporte Pts Reb Asts | Estadísticas David Huertas (24) Daniel Bejarano (8) Carlos Rivera (4) | Pabellón: Auditorio del Pueblo Árbitros: Vicente Torres Andrés Sánchez Hugo Salinas |  |

| 22 de marzo, 20:30 | Leñadores de Durango                                                 | 97–99                | Fuerza Regia de Monterrey                                            | Durango, Durango                                                                      |  |
|                    | Parciales: 26-18, 19-24, 25-20, 19-27 (T.E.: 8-10)                   |                      |                                                                      |                                                                                       |  |
|                    | Estadísticas Javier Mojica (24) Reynaldo García (5) Joseph Soto (10) | Reporte Pts Reb Asts | Estadísticas Jeleel Akindele (21) Michael Hays (7) David Huertas (8) | Pabellón: Auditorio del Pueblo Árbitros: Rafael Rodea Jorge Martínez Alejandra Gaytán |  |

| 24 de marzo, 18:00 | Leñadores de Durango                                              | 88–98                | Fuerza Regia de Monterrey                                           | Durango, Durango                                                                        |  |
|                    | Parciales: 17-21, 20-21, 21-22, 27-21 (T.E.: 3-13)                |                      |                                                                     |                                                                                         |  |
|                    | Estadísticas Jorge Camacho (25) Jorge Camacho (9) Joseph Soto (4) | Reporte Pts Reb Asts | Estadísticas Carlos Rivera (20) Jordan Glynn (10) Carlos Rivera (5) | Pabellón: Auditorio del Pueblo Árbitros: Gabriel Ramírez Armando Ramos Schubert Vallejo |  |

| 27 de marzo, 21:00 | Fuerza Regia de Monterrey                                            | 87–82                | Leñadores de Durango                                                | Monterrey, Nuevo León                                                                            |  |
|                    | Parciales: 21-15, 19-28, 28-18, 19-21                                |                      |                                                                     |                                                                                                  |  |
|                    | Estadísticas Jordan Glynn (30) Daniel Bejarano (8) Carlos Rivera (4) | Reporte Pts Reb Asts | Estadísticas Jorge Camacho (25) Javier Mojica (8) Javier Mojica (5) | Pabellón: Gimnasio Nuevo León Independiente Árbitros: Vicente Torres Andrés Sánchez Luis Miranda |  |

##### Conferencia Sur

###### Capitanes de la Ciudad de México vs. Soles de Mexicali
| 17 de marzo, 18:00 | Capitanes de la Ciudad de México                                      | 108–96               | Soles de Mexicali                                                      | Ciudad de México                                                                                         |  |
|                    | Parciales: 28-28, 25-19, 32-22, 23-27                                 |                      |                                                                        | |  |
|                    | Estadísticas Jorge Gutiérrez (22) Héctor Hernández (7) Pedro Meza (8) | Reporte Pts Reb Asts | Estadísticas Lucas Martínez (22) Ryan Richards (13) Orlando Méndez (5) | Pabellón: Gimnasio Olímpico Juan de la Barrera Árbitros: Krishna Domínguez Armando Ramos Alejandro López |  |

| 18 de marzo, 18:00 | Capitanes de la Ciudad de México                                               | 91–92                | Soles de Mexicali                                                    | Ciudad de México                                                                              |  |
|                    | Parciales: 15-23, 20-26, 31-16, 25-27                                          |                      |                                                                      |                                                                                               |  |
|                    | Estadísticas Jorge Gutiérrez (23) Rigoberto Mendoza (11) Rigoberto Mendoza (7) | Reporte Pts Reb Asts | Estadísticas Ryan Richards (26) Ryan Richards (13) Diego Kapelan (7) | Pabellón: Gimnasio Olímpico Juan de la Barrera Árbitros: Rubén Méndez José Ayala Hugo Salinas |  |

| 21 de marzo, 20:15 | Soles de Mexicali                                                     | 97–99                | Capitanes de la Ciudad de México                                       | Mexicali, Baja California                                                        |  |
|                    | Parciales: 25-25, 18-26, 30-14, 24-34                                 |                      |                                                                        |                                                                                  |  |
|                    | Estadísticas Víctor Álvarez (19) Ryan Richards (7) Lucas Martínez (9) | Reporte Pts Reb Asts | Estadísticas Ismael Romero (24) Ismael Romero (11) Jorge Gutiérrez (8) | Pabellón: Auditorio PSF Árbitros: Krishna Domínguez Luis Miranda Alejandro López |  |

| 22 de marzo, 20:15 | Soles de Mexicali                                                   | 76–83                | Capitanes de la Ciudad de México                                    | Mexicali, Baja California                                                   |  |
|                    | Parciales: 17-27, 23-16, 19-16, 17-24                               |                      |                                                                     |                                                                             |  |
|                    | Estadísticas Aarón Valdés (24) Ryan Richards (8) Orlando Méndez (3) | Reporte Pts Reb Asts | Estadísticas Héctor Hernández (20) Ismael Romero (9) Pedro Meza (6) | Pabellón: Auditorio PSF Árbitros: Armando Ramos José Ayala Schubert Vallejo |  |

| 24 de marzo, 18:00 | Soles de Mexicali                                                       | 85–77                | Capitanes de la Ciudad de México                                        | Mexicali, Baja California                                                          |  |
|                    | Parciales: 19-17, 22-24, 23-14, 21-22                                   |                      |                                                                         |                                                                                    |  |
|                    | Estadísticas Orlando Méndez (24) Lucas Martínez (10) Lucas Martínez (6) | Reporte Pts Reb Asts | Estadísticas Ismael Romero (22) Ismael Romero (13) Héctor Hernández (5) | Pabellón: Auditorio PSF Árbitros: Krishna Domínguez Luis Miranda Hortencia Sánchez |  |

| 26 de marzo, 21:00 | Capitanes de la Ciudad de México                                      | 90–84                | Soles de Mexicali                                                    | Ciudad de México                                                                                 |  |
|                    | Parciales: 25-22, 19-16, 26-23, 20-23                                 |                      |                                                                      |                                                                                                  |  |
|                    | Estadísticas Rigoberto Mendoza (25) Ismael Romero (12) Pedro Meza (9) | Reporte Pts Reb Asts | Estadísticas Víctor Álvarez (19) Carlos Pérez (7) Lucas Martínez (9) | Pabellón: Gimnasio Olímpico Juan de la Barrera Árbitros: Rubén Méndez Armando Ramos Hugo Salinas |  |

#### Final de la LNBP

##### Fuerza Regia de Monterrey vs. Capitanes de la Ciudad de México
| 4 de abril, 21:00 | Fuerza Regia de Monterrey                                            | 104–78               | Capitanes de la Ciudad de México                                       | Monterrey, Nuevo León                                                                             |  |
|                   | Parciales: 21-14, 25-22, 29-20, 29-22                                |                      |                                                                        |                                                                                                   |  |
|                   | Estadísticas Juan Toscano (19) Jeleel Akindele (6) Carlos Rivera (8) | Reporte Pts Reb Asts | Estadísticas Ernesto Oglivie (21) Ismael Romero (10) Gabriel Girón (3) | Pabellón: Gimnasio Nuevo León Independiente Árbitros: Armando Ramos Rafael Rodea Schubert Vallejo |  |

| 5 de abril, 21:00 | Fuerza Regia de Monterrey                                          | 93–94                | Capitanes de la Ciudad de México                                          | Monterrey, Nuevo León                                                                        |  |
|                   | Parciales: 21-20, 16-19, 17-19, 39-36                              |                      |                                                                           |                                                                                              |  |
|                   | Estadísticas David Huertas (25) Juan Toscano (6) Carlos Rivera (8) | Reporte Pts Reb Asts | Estadísticas Ernesto Oglivie (19) Ismael Romero (8) Rigoberto Mendoza (5) | Pabellón: Gimnasio Nuevo León Independiente Árbitros: Jorge Martínez José Ayala Luis Miranda |  |

| 8 de abril, 21:00 | Capitanes de la Ciudad de México                                              | 81–66                | Fuerza Regia de Monterrey                                             | Ciudad de México                                                                                         |  |
|                   | Parciales: 23-19, 19-17, 19-15, 20-15                                         |                      |                                                                       | |  |
|                   | Estadísticas Rigoberto Mendoza (21) Rigoberto Mendoza (9) Jorge Gutiérrez (4) | Reporte Pts Reb Asts | Estadísticas David Huertas (16) Daniel Bejarano (5) Carlos Rivera (5) | Pabellón: Gimnasio Olímpico Juan de la Barrera Árbitros: Omar Bermúdez Krishna Domínguez Gabriel Ramírez |  |

| 9 de abril, 21:00 | Capitanes de la Ciudad de México                                      | 79–88                | Fuerza Regia de Monterrey                                             | Ciudad de México                                                                                   |  |
|                   | Parciales: 9-19, 23-28, 28-26, 19-15                                  |                      |                                                                       | |  |
|                   | Estadísticas Ismael Romero (22) Ismael Romero (9) Jorge Gutiérrez (8) | Reporte Pts Reb Asts | Estadísticas Carlos Rivera (27) Daniel Bejarano (8) Carlos Rivera (5) | Pabellón: Gimnasio Olímpico Juan de la Barrera Árbitros: Armando Ramos Rubén Méndez Vicente Torres |  |

| 11 de abril, 21:00 | Capitanes de la Ciudad de México                                         | 78–97                | Fuerza Regia de Monterrey                                                | Ciudad de México                                                                                        |  |
|                    | Parciales: 18-20, 18-26, 23-27, 19-24                                    |                      |                                                                          | |  |
|                    | Estadísticas Ernesto Oglivie (19) Ernesto Oglivie (10) Gabriel Girón (6) | Reporte Pts Reb Asts | Estadísticas Daniel Bejarano (20) Jeleel Akindele (10) Carlos Rivera (6) | Pabellón: Gimnasio Olímpico Juan de la Barrera Árbitros: Krishna Domínguez Rubén Méndez Gabriel Ramírez |  |

| 14 de abril, 18:00 | Fuerza Regia de Monterrey                                           | 89–63                | Capitanes de la Ciudad de México                                          | Monterrey, Nuevo León                                                                               |  |
|                    | Parciales: 23-21, 12-24, 29-9, 25-9                                 |                      |                                                                           | |  |
|                    | Estadísticas Jordan Glynn (25) Carlos Rivera (10) Carlos Rivera (7) | Reporte Pts Reb Asts | Estadísticas Ernesto Oglivie (21) Jonatan Machado (7) Jorge Gutiérrez (4) | Pabellón: Gimnasio Nuevo León Independiente Árbitros: Armando Ramos Vicente Torres Schubert Vallejo |  |

###### Campeón de Liga
El Campeonato de la LNBP lo obtuvo la Fuerza Regia de Monterrey, derrotando en la Serie Final a los Capitanes de la Ciudad de México por 4 juegos a 2, coronándose el equipo regiomontano en calidad de local en el Gimnasio Nuevo León Independiente de Monterrey, Nuevo León.

### Juego de Estrellas
El XXI Juego de las Estrellas de la LNBP se llevó a cabo el domingo 9 de diciembre de 2018 en el Auditorio de Usos Múltiples de la UMSNH de Morelia, Michoacán, casa de los Aguacateros de Michoacán. La Conferencia Norte se impuso a la Conferencia Sur por 134 a 121. El estadounidense Wendell McKines Jr. de los Mineros de Zacatecas fue designado como el Jugador Más Valioso del partido.

#### Equipos
A continuación se muestran los Rosters tanto de la Conferencia Norte como de la Conferencia Sur que tomaron parte en el Juego de Estrellas.
| Jugador             | Equipo                    |
| ------------------- | ------------------------- |
| Jonathan Rodríguez  | Mineros de Zacatecas      |
| Wendell McKines Jr. | Mineros de Zacatecas      |
| Fernando Benítez    | Mineros de Zacatecas      |
| Jordan Glynn        | Fuerza Regia de Monterrey |
| Jeleel Akindele     | Fuerza Regia de Monterrey |
| Joseph Soto         | Leñadores de Durango      |
| Stephen Soriano     | Leñadores de Durango      |
| José Estrada        | Correcaminos UAT Victoria |
| Aarón Pérez         | Correcaminos UAT Victoria |
| Jarón Martín        | Santos de San Luis        |
| Christopher Cayole  | Santos de San Luis        |
| Akeem Scott         | Laguneros de La Comarca   |
| Manuel Hernández    | Huracanes de Tampico      |
| Javier Mojica       | Leñadores de Durango      |

| Jugador           | Equipo                           |
| ----------------- | -------------------------------- |
| Tyrone White      | Aguacateros de Michoacán         |
| William Spencer   | Abejas de León                   |
| Ismael Romero     | Capitanes de la Ciudad de México |
| Gabriel Girón     | Capitanes de la Ciudad de México |
| Stedmon Lemon     | Panteras de Aguascalientes       |
| Jesse López       | Panteras de Aguascalientes       |
| Luke Martínez     | Soles de Mexicali                |
| Aarón Valdés      | Soles de Mexicali                |
| Javier González   | Aguacateros de Michoacán         |
| Carlos López      | Ángeles de Puebla                |
| Brent Jackson     | Libertadores de Querétaro        |
| Cezar Guerrero    | Libertadores de Querétaro        |
| Rigoberto Mendoza | Capitanes de la Ciudad de México |
| Orlando Méndez    | Soles de Mexicali                |

#### Partido
| 9 de diciembre, 19:00 | Conferencia Norte                                                         | 134–121              | Conferencia Sur                                                       | Morelia, Michoacán                                                                                        |  |
|                       | Parciales: 35-30, 45-37, 27-17, 27-37                                     |                      |                                                                       | |  |
|                       | Estadísticas Wendell McKines Jr. (27) Jeleel Akindele (8) Joseph Soto (5) | Reporte Pts Reb Asts | Estadísticas Brent Jackson (25) Cezar Guerrero (7) Cezar Guerrero (7) | Pabellón: Auditorio de Usos Múltiples de la UMSNH Árbitros: Schubert Vallejo Hugo Salinas Alejandro López |  |

#### Torneo de Triples y Torneo de Clavadas
Luke Martínez de los Soles de Mexicali ganó el concurso de Tiros de 3, al imponerse a Gabriel Vázquez de los Aguacateros de Michoacán en la ronda final. Mientras que el estadounidense Mychal Ammons de los Laguneros de La Comarca ganó el concurso de Clavadas.
| 1. Javier Mojica (Leñadores) 2. Gabriel Vázquez (Aguacateros) 3. Stedmon Lemon (Panteras) 4. Luke Martínez (Soles) 5. Tyrone White (Aguacateros) 6. Gabriel Girón (Capitanes) |  | 1. Stedmon Lemon (Panteras) 2. Mychal Ammons (Laguneros) 3. Wendell McKines Jr. (Mineros) 4. Aarón Valdés (Soles) 5. Manuel Hernández (Huracanes) 6. Ismael Romero (Capitanes) |

### Líderes
A continuación se muestran a los líderes individuales de la temporada 2018-2019.
| Categoría               | Jugador                     | Equipo                     | Marca |
| ----------------------- | --------------------------- | -------------------------- | ----- |
| Valoración              | Lyonell Gaines Jr.          | Santos de San Luis         | 960   |
| Puntos promedio         | Stedmon Dondre Lemon        | Panteras de Aguascalientes | 23.85 |
| Rebotes promedio        | Timajh Parker-Rivera        | Huracanes de Tampico       | 10.94 |
| Asistencias promedio    | Joseph Rubén Soto Rivera    | Leñadores de Durango       | 7.2   |
| Tiros de 2              | Lyonell Gaines Jr.          | Santos de San Luis         | 321   |
| Tiros de 3              | Martín Leshawn Coy Samarco  | Huracanes de Tampico       | 116   |
| Tiros de 3 promedio     | Martín Leshawn Coy Samarco  | Huracanes de Tampico       | 3.22  |
| Tiros Libres            | José David Estrada Stone    | Correcaminos UAT Victoria  | 247   |
| Minutos promedio        | Zakarie Tyler Irvin         | Abejas de León             | 36.83 |
| Faltas Cometidas prom.  | Jeremis Stephon Smith       | Soles de Mexicali          | 3.81  |
| Faltas Recibidas prom.  | José David Estrada Stone    | Correcaminos UAT Victoria  | 6.41  |
| Robos de Balón prom.    | Lucas Wayne Martínez Counts | Soles de Mexicali          | 1.75  |
| pérdidas de balón prom. | Bryan Davis                 | Ángeles de Puebla          | 3.52  |
| Tapones prom.           | Maurice Sutton Jr.          | Aguacateros de Michoacán   | 1.8   |

### Premios

#### Designaciones
A continuación se muestran las designaciones a los mejores jugadores de la temporada 2018-2019.
| Designación                     | Ganador                      | Equipo                           |
| ------------------------------- | ---------------------------- | -------------------------------- |
| Jugador del año                 | Rigoberto Mendoza de la Rosa | Capitanes de la Ciudad de México |
| Guardia del año                 | Rigoberto Mendoza de la Rosa | Capitanes de la Ciudad de México |
| Delantero del año               | Jarrid Jerome Famous         | Leñadores de Durango             |
| Centro del año                  | Jeleel Ayodeji Akindele      | Fuerza Regia de Monterrey        |
| Jugador más valioso mexicano    | Lucas Wayne Martínez Counts  | Soles de Mexicali                |
| Jugador más valioso extranjero  | Rigoberto Mendoza de la Rosa | Capitanes de la Ciudad de México |
| Jugador revelación del año      | José David Estrada Stone     | Correcaminos UAT Victoria        |
| Jugador más valioso de la final | David Huertas Solivan        | Fuerza Regia de Monterrey        |
| Novato del año                  | Víctor Álvarez Díaz          | Soles de Mexicali                |
| Entrenador del año              | Francisco Olmos Hernández    | Fuerza Regia de Monterrey        |

 =  Cuenta con nacionalidad mexicana. 

#### Equipo ideal
A continuación se muestra al equipo ideal de la temporada 2018-2019.
| Posición  | Jugador                        | Equipo                           |
| --------- | ------------------------------ | -------------------------------- |
| Base      | Rigoberto Mendoza de la Rosa   | Capitanes de la Ciudad de México |
| Escolta   | Javier Alexis Mojica Izquierdo | Leñadores de Durango             |
| Alero     | David Huertas Solivan          | Fuerza Regia de Monterrey        |
| Ala-pívot | Jarrid Jerome Famous           | Leñadores de Durango             |
| Pívot     | Jeleel Ayodeji Akindele        | Fuerza Regia de Monterrey        |